# Torneig de les Cinc Nacions 1971
El Torneig de les Cinc Nacions de 1971 fou la 42a edició en el format de cinc nacions i la 77a tenint en compte les edicions del Home Nations Championship. Fou el primer torneig, després de la introducció de la normativa que donava 4 punts per cada assaig. Deu partits es van jugar entre el 16 de gener i el 27 de març. Gal·les s'enduria el títol per 17a vegada, començant una dècada gloriosa en el torneig, que de fet ja havia començat l'any anterior amb el títol compartit amb França. Els gal·lesos guanyarien tots els partits, i conseqüentment, el Grand Slam i la Triple Corona.

## Classificació
| Posició | Nació      | Partits | Partits  | Partits  | Partits | Punts   | Punts     | Punts      | Taula de punts |
| Posició | Nació      | Jugats  | Guanyats | Empatats | Perduts | A Favor | En contra | Diferència | Taula de punts |
| ------- | ---------- | ------- | -------- | -------- | ------- | ------- | --------- | ---------- | -------------- |
| 1       | Gal·les    | 4       | 4        | 0        | 0       | 73      | 38        | +35        | 8              |
| 2       | França     | 4       | 1        | 2        | 1       | 41      | 40        | +1         | 4              |
| 3       | Irlanda    | 4       | 1        | 1        | 2       | 41      | 46        | −5         | 3              |
| 3       | Anglaterra | 4       | 1        | 1        | 2       | 44      | 58        | −14        | 3              |
| 5       | Escòcia    | 4       | 1        | 0        | 3       | 47      | 64        | −17        | 2              |

## Resultats
| França                                                             | 13–8 | Escòcia                             | 16 de gener de 1971 - Stade Olympique Yves-du-Manoir, Colombes Assistència: 32466 espectadors Àrbitre: K Kelleher (Irlanda) |
| Assaigs:Sillières c Villepreux c Con:Villepreux (2) Pen:Villepreux |      | Assaig:Steele c Con:Brown Pen:Smith | 16 de gener de 1971 - Stade Olympique Yves-du-Manoir, Colombes Assistència: 32466 espectadors Àrbitre: K Kelleher (Irlanda) |

| Gal·les                                                                 | 22–6 | Anglaterra                          | 16 de gener de 1971 - National Stadium, Cardiff Assistència: 50.000 espectadors Àrbitre: D D'Arcy (Irlanda) |
| Assaigs:Bevan m Davies (2)c Con:Taylor (2/3) Pen:Williams Drop:John (2) |      | Assaig:Hannaford m Pen:Rossbourough | 16 de gener de 1971 - National Stadium, Cardiff Assistència: 50.000 espectadors Àrbitre: D D'Arcy (Irlanda) |

| Irlanda                           | 9–9 | França                        | 30 de gener de 1971 - Lansdowne Road, Dublín Assistència: 35000 espectadors Àrbitre: A Lewis (Gal·les) |
| Assaig:Grant m Pen:O'Driscoll (2) |     | Pen:Villepreux (2) Drop:Bérot | 30 de gener de 1971 - Lansdowne Road, Dublín Assistència: 35000 espectadors Àrbitre: A Lewis (Gal·les) |

| Escòcia                                  | 18–19 | Gal·les                                                    | 2 de febrer de 1971 - Murrayfield, Edimburg Assistència: 70.000 espectadors Àrbitre: M Titcomb (Anglaterra) |
| Assaigs:Carmichael m Rea m Pen:Brown (4) |       | Assaigs:Taylor c Edwards m John m Davies c Con:John Taylor | 2 de febrer de 1971 - Murrayfield, Edimburg Assistència: 70.000 espectadors Àrbitre: M Titcomb (Anglaterra) |

| Irlanda                  | 6–9 | Anglaterra     | 13 de febrer de 1971 - Lansdowne Road, Dublín Assistència: 52.000 espectadors Àrbitre: R Johnson (Anglaterra) |
| Assaigs:Grant m Duggan m |     | Pen:Hiller (3) | 13 de febrer de 1971 - Lansdowne Road, Dublín Assistència: 52.000 espectadors Àrbitre: R Johnson (Anglaterra) |

| Escòcia                  | 5–17 | Irlanda                                             | 27 de febrer de 1971 - Murrayfield, Edimburg Assistència: 40.000 espectadors Àrbitre: T Jones (Gal·les) |
| Assaig:Frame c Con:Brown |      | Assaigs:Duggan (2)m,c Grant m Con:Gibson Pen:Gibson | 27 de febrer de 1971 - Murrayfield, Edimburg Assistència: 40.000 espectadors Àrbitre: T Jones (Gal·les) |

| Anglaterra                                | 14–14 | França                                                                 | 27 de febrer de 1971 - Twickenham, Londres Assistència: 70000 espectadors Àrbitre: A Lewis (Gal·les) |
| Assaig:Hiller c Con:Hiller Pen:Hiller (3) |       | Assaigs:Bertranne m Cantoni c Con:Villepreux Pen:Villepreux Drop:Berot | 27 de febrer de 1971 - Twickenham, Londres Assistència: 70000 espectadors Àrbitre: A Lewis (Gal·les) |

| Gal·les                                                           | 23–9 | Irlanda         | 13 de març de 1971 - National Stadium, Cardiff Assistència: 52.000 espectadors Àrbitre: R Johnson (Anglaterra) |
| Assaigs: Davies (2) Edwards (2) Con: John Pen: John (2) Drop:John |      | Pen: Gibson (3) | 13 de març de 1971 - National Stadium, Cardiff Assistència: 52.000 espectadors Àrbitre: R Johnson (Anglaterra) |

| Anglaterra                                            | 15–16 | Escòcia                                                          | 20 de març de 1971 - Twickenham, Londres Assistència: 65.000 espectadors Àrbitre: C Durand (França) |
| Assaigs: Hiller m Neary c Con: Hiller Pen: Hiller (3) |       | Assaigs: Brown c Paterson m Rea c Con: Brown (2/3) Drop:Paterson | 20 de març de 1971 - Twickenham, Londres Assistència: 65.000 espectadors Àrbitre: C Durand (França) |

| França                         | 5–9 | Gal·les                           | 27 de març de 1971 - Stade Olympique Yves-du-Manoir, Colombes Assistència: 50703 espectadors Àrbitre: J Young (Escòcia) |
| Assaig:Dauga c Con: Villepreux |     | Assaigs:Edwards m John m Pen:John | 27 de març de 1971 - Stade Olympique Yves-du-Manoir, Colombes Assistència: 50703 espectadors Àrbitre: J Young (Escòcia) |